# Petter Engdahl
Pour les articles homonymes, voir Engdahl.
Petter Engdahl, né le 23 juillet 1994, est un fondeur et traileur suédois. Il a notamment remporté la CCC et la Transvulcania en 2022.

## Biographie
Petter Engdahl fait ses débuts en ski de fond à l'âge de 16 ans lorsqu'il déménage à Åre. Il rejoint par la suite l'équipe nationale et fait ses débuts en Coupe du monde sur le 50 km classique où il se classe 23e. Parallèlement à son activité de fondeur, il se met à pratiquer le trail, d'abord comme entraînement estival, puis se découvre un talent pour les parcours techniques. Il décide alors de s'y investir en compétition en parallèle de son activité hivernale de fondeur,.
En 2018, il participe à la Skyrunner World Series où il démontre de bonnes performances en skyrunning. Le 17 juin, il crée la surprise sur le Livigno SkyMarathon en menant la course devant les favoris. Il parvient à s'imposer avec cinq minutes d'avance sur le Suisse Pascal Egli. Le 29 juillet, il réalise une solide course lors de la SkyRace Comapedrosa. Il se classe troisième derrière Kílian Jornet et Pascal Egli. Il conclut sa saison avec une quatrième place à la Limone Extreme et termine à la deuxième place du classement Sky.
En 2022, il se concentre sur les épreuves de trail. Le 2 juillet, il parvient à battre le marathonien Shaban Mustafa pour remporter la victoire au marathon de Zermatt. Le 26 août, il s'élance sur la CCC où il retrouve le Britannique Jonathan Albon qui l'avait battu sur la Marathon-Race du Lac d'Annecy plus tôt dans l'année. Courant chacun leur première ultra-trail de 100 kilomètres, les deux hommes prennent un départ prudent. Le Suédois s'empare rapidement des commandes et creuse l'écart en tête. Victime de crampes d'estomac à Vallorcine, le Britannique se voit contraint de s'arrêter. Petter Engdahl continue sur son rythme et finit par s'imposer en 9 h 53 min 2 s au terme d'une course en solitaire. Il devient le premier homme à terminer la CCC en moins de 10 heures. Le 22 octobre, il est annoncé comme favori au départ de la Transvulcania. Il assume son rôle et domine l'épreuve de bout en bout. Il s'impose en 7 h 10 min 29 s, battant d'une demi-heure son plus proche rival Miguel Heras.

## Palmarès
| no  | masculin           | Course                                                   | Longueur | Départ          | Temps           |
| --- | ------------------ | -------------------------------------------------------- | -------- | --------------- | --------------- |
| 2e  | Médaille d'argent  | Fjällmaraton                                             | 46 km    | 6 août 2016     | 3 h 35 min 2 s  |
| 5e  | 5e                 | Championnats d'Europe de skyrunning - Kilomètre vertical | 3,2 km   | 13 octobre 2017 | 39 min 7 s      |
| 1re | Médaille d'or      | Livigno SkyMarathon                                      | 36 km    | 17 juin 2018    | 3 h 33 min 26 s |
| 3e  | Médaille de bronze | SkyRace Comapedrosa                                      | 21 km    | 29 juillet 2018 | 2 h 39 min 12 s |
| 3e  | Médaille de bronze | Transvulcania                                            | 73 km    | 11 mai 2019     | 7 h 21 min 27 s |
| 2e  | Médaille d'argent  | Fjäll Halvmaraton                                        | 26 km    | 27 juillet 2019 | 2 h 3 min 27 s  |
| 1re | Médaille d'or      | Fjäll Halvmaraton                                        | 26 km    | 25 juillet 2020 | 1 h 54 min 23 s |
| 3e  | Médaille de bronze | OCC                                                      | 55 km    | 26 août 2021    | 5 h 8 min 31 s  |
| 5e  | 5e                 | Grand Trail des Templiers                                | 80,9 km  | 24 octobre 2021 | 7 h 3 min 11 s  |
| 2e  | Médaille d'argent  | Marathon-Race du Lac d'Annecy                            | 38 km    | 29 mai 2022     | 3 h 34 min 14 s |
| 1re | Médaille d'or      | Marathon de Zermatt                                      | 42,2 km  | 2 juillet 2022  | 3 h 5 min 54 s  |
| 1re | Médaille d'or      | Zugspitz Supertrail                                      | 68 km    | 16 juillet 2022 | 6 h 1 min 41 s  |
| 1re | Médaille d'or      | CCC                                                      | 100 km   | 26 août 2022    | 9 h 53 min 2 s  |
| 1re | Médaille d'or      | Transvulcania                                            | 75 km    | 22 octobre 2022 | 7 h 10 min 29 s |
| 3e  | Médaille de bronze | Marathon du Mont-Blanc                                   | 44,5 km  | 25 juin 2023    | 3 h 46 min 44 s |
| 1re | Médaille d'or      | Eiger Ultra Trail - E51                                  | 51 km    | 15 juillet 2023 | 4 h 48 min 23 s |
| 3e  | Médaille de bronze | The Canyons Endurance Runs 100K                          | 100 km   | 27 avril 2024   | 8 h 55 min 31 s |
| 7e  | 7e                 | Championnats d'Europe de course en montagne - Montée     | 7,6 km   | 31 mai 2024     | 45 min 17 s     |
| 1re | Médaille d'or      | Walserwaeg Trail                                         | 43 km    | 19 juillet 2025 | 3 h 58 min 43 s |